# Врнячка-Баня
Врнячка-Баня (серб. Врњачка Бања) — населенный пункт городского типа, центр одноимённой общины и бальнеологический курорт, расположенный в Рашском округе в Сербии, славящийся горячими источниками, температура которых точно равна температуре человеческого тела (36,6 градусов по Цельсию).
Врнячка-Баня — наиболее известный и популярный курорт в Сербии, а также привлекательный рекреационный центр. Располагается в большой парковой зоне. Средневековые дома в окрестностях Врнячки-Бани напоминают о ранней истории европейской цивилизации и находятся под охраной ЮНЕСКО. Среди других примечательных мест — первое подворье Сербского архиепископа, монастырь Жича, монастырь Сопочаны. Оба монастыря относят к XIII веку и, вместе с монастырем XII века Студеница, находятся в живописной долине реки Ибар.

## Население
В 2002 году население города составило 9877 чел. Население всего муниципалитета — 26 3492 чел.
| Этнический состав населения по итогам переписи 2002 года | Этнический состав населения по итогам переписи 2002 года | Этнический состав населения по итогам переписи 2002 года |
| -------------------------------------------------------- | -------------------------------------------------------- | -------------------------------------------------------- |
| Национальность                                           | Численность (чел.)                                       | Доля (%)                                                 |
| Сербы                                                    | 9459                                                     | 95,76                                                    |
| Евреи                                                    | 79                                                       | 0,79                                                     |
| Югословены                                               | 46                                                       | 0,46                                                     |
| Македонцы                                                | 20                                                       | 0,2                                                      |
| Хорваты                                                  | 19                                                       | 0,19                                                     |
| Венгры                                                   | 15                                                       | 0,15                                                     |
| Румыны                                                   | 14                                                       | 0,14                                                     |
| Русские                                                  | 6                                                        | 0,6                                                      |
| Болгары                                                  | 6                                                        | 0,6                                                      |
| Остальные                                                | 8                                                        | 0,8                                                      |
| Не указали                                               | 145                                                      | 1,46%                                                    |

## Курорт
Известность курорту принесли горячие источники, терапевтический эффект которых был известен уже во II веке римским войскам. В 1835 году курорт был модернизирован чешским бароном Гердером после того как князь Милош Обренович пожелал видеть их похожими на Карловы Вары. С тех пор курорт принимает со всей Южной Европы гостей, приезжающих как для отдыха, так и для лечения.
Климат Врнячки-Бани характеризуется мягкой зимой и тёплым летом.
Во Врнячке-Бане имеется семь минеральных источников, из которых четыре используются для лечения.
- Тёплая вода (Topla voda, 36,5 °C)
- Снежник (Snežnik, 17 °C)
- Слатина (Slatina, 24 °C)
- Езеро (Jezero, 27 °C)
- Белый извор (Beli izvor)
- Боряк (Borjak)
- Врнячко врело (Vrnjačko vrelo)

Во Врнячке-Бане расположены многочисленные отели, плавательные бассейны, спортивные залы. Неподалёку располагается гора Гоч, место для занятий горнолыжным спортом. В летнее время Врнячка-Баня становится одним из культурных центров Сербии: литературные вечера в библиотеке, концерты классической музыки, фестиваль кинематографических сценариев.

## Транспорт
В настоящее время ближайшим аэропортом является Аэропорт Морава в городе Кралево.

## Галерея
- Врнячка река
- Висячие замки на Мосту любви
- Мост любви в Врнячке-Бане